# Thil-Manneville
Thil-Manneville település Franciaországban, Seine-Maritime megyében. Lakosainak száma 659 fő (2022. január 1.). Thil-Manneville Ambrumesnil, Auppegard, Brachy, Colmesnil-Manneville, Gueures, Hermanville és Offranville községekkel határos.

## Népesség
A település népessége az elmúlt években az alábbi módon változott:
| Lakosok száma | 571  | 599  | 618  | 608  | 623  | 639  | 654  | 665  | 659  |
|               | 2013 | 2015 | 2016 | 2017 | 2018 | 2019 | 2020 | 2021 | 2022 |